# أفضل 500 أغنية باللغة الإنجليزية في كل العصور (تقييم رولينغ ستون)

شعار مجلة رولينغ ستون للعدد أفضل 500 أغنية باللغة الإنجليزية في كل العصور العدد 9 ديسمبر 2004

أفضل 500 أغنية في كل العصور، كان عددا خاصا لمجلة رولينغ ستون الأمريكية، الذي صدر في عام 2004.
تم انتقاء ترتيب هذه القائمة من خلال التركيز على تصويت الموسيقيين والنقاد والفنانين والمتخصصين والمهتمين بالشأن الموسيقي.
أفضل 500 أغنية كان هو الموضوع رقم 963 في المجلة، الذي نشر في 9 ديسمبر من سنة 2004.
عام بعد ذلك انجزت نفس المجلة قائمة «أفضل 500 ألبوم الأكثر تاثيرا عبر كل العصور(تصنيف مجلة رولينغ ستون)».

## انتقادات
وجهت بعض الانتقادات لهذه القائمة، كان أبرزها هو انتقاد انحياز القائمة إلى الفنانين الأمريكيين والبريطانيين: فمن 500 أغنية مدرجة في القائمة، نجد 357 من الاغاني أمريكية، و 117 من بريطانية، والبلد الأكثر تمثيلا ككندا يضم فقط 10 أغنيات، ثم جمهورية ايرلندا التي تضم فقط 8 أغاني. متبوعة بجامايكا ب 7 أغاني (4 منها لبوب مارلي)، وثلاثة من أستراليا والسويد يتوفر على أغنية واحدة في كل القائمة، أغنية واحدة فقط لا تغنى باللغة الإنجليزية (لا بامبا)  للمكسيكي «ريتشي فالنس».
انتقاد شائع آخر هو أن القائمة ركزت على سنوات الستينات والسبعينات من القرن العشرين، وتركت فترات أكثر حداثة، كما تجاهلت بروز أنواع موسيقية جديدة مثل «الهيب هوب» و«الراب».
ويظهر ذلك في اختيار 202 أغنية من سنوات الستينات و144 من سنوات السبعينات، و55 أغنية من سنوات الثمانينات، و24 أغنية من سنوات التسعينات و3 أغنية فقط من القرن الحادي والعشرين. هذا فضلا عن الغياب التام للفرق الموسيقية الكبرى والمجدّدة مثل بروغريسيف روك، وجينيسيس ايمرسون، وإيمرسون لاك وبالمر.